# الريضة (سيئون)

'

تعديل مصدري - تعديل

الريضة هي إحدى قرى عزلة سيئون بمديرية سيئون التابعة لمحافظة حضرموت، بلغ تعداد سكانها 18 نسمة حسب تعداد اليمن لعام 2004.